# Jüdische Gemeinde Quedlinburg

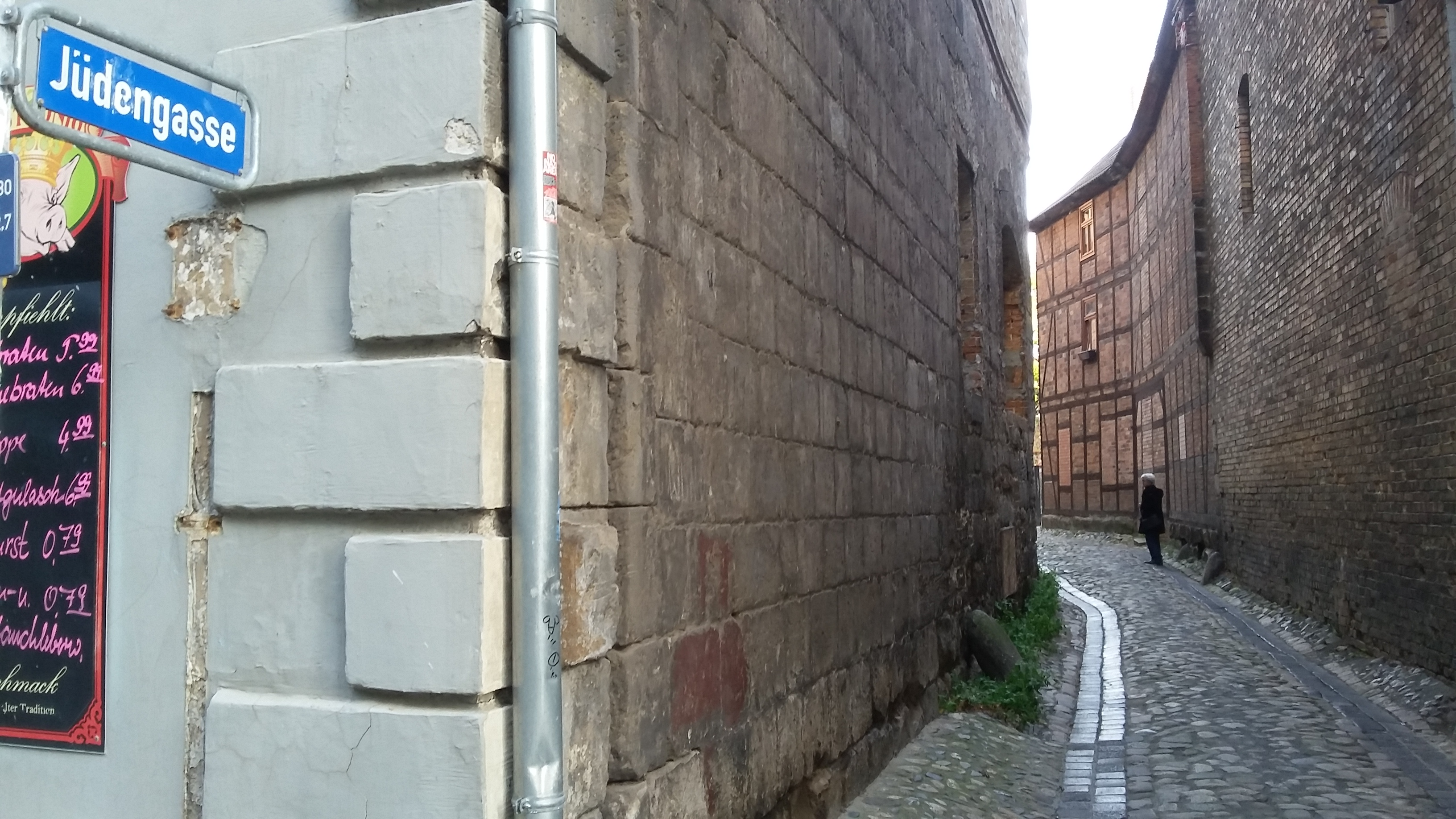
Eingang zur Jüdengasse

Die Jüdische Gemeinde Quedlinburg bestand vom 11./12. Jahrhundert bis zu ihrer Vernichtung während der Zeit des Nationalsozialismus.

## Mittelalter

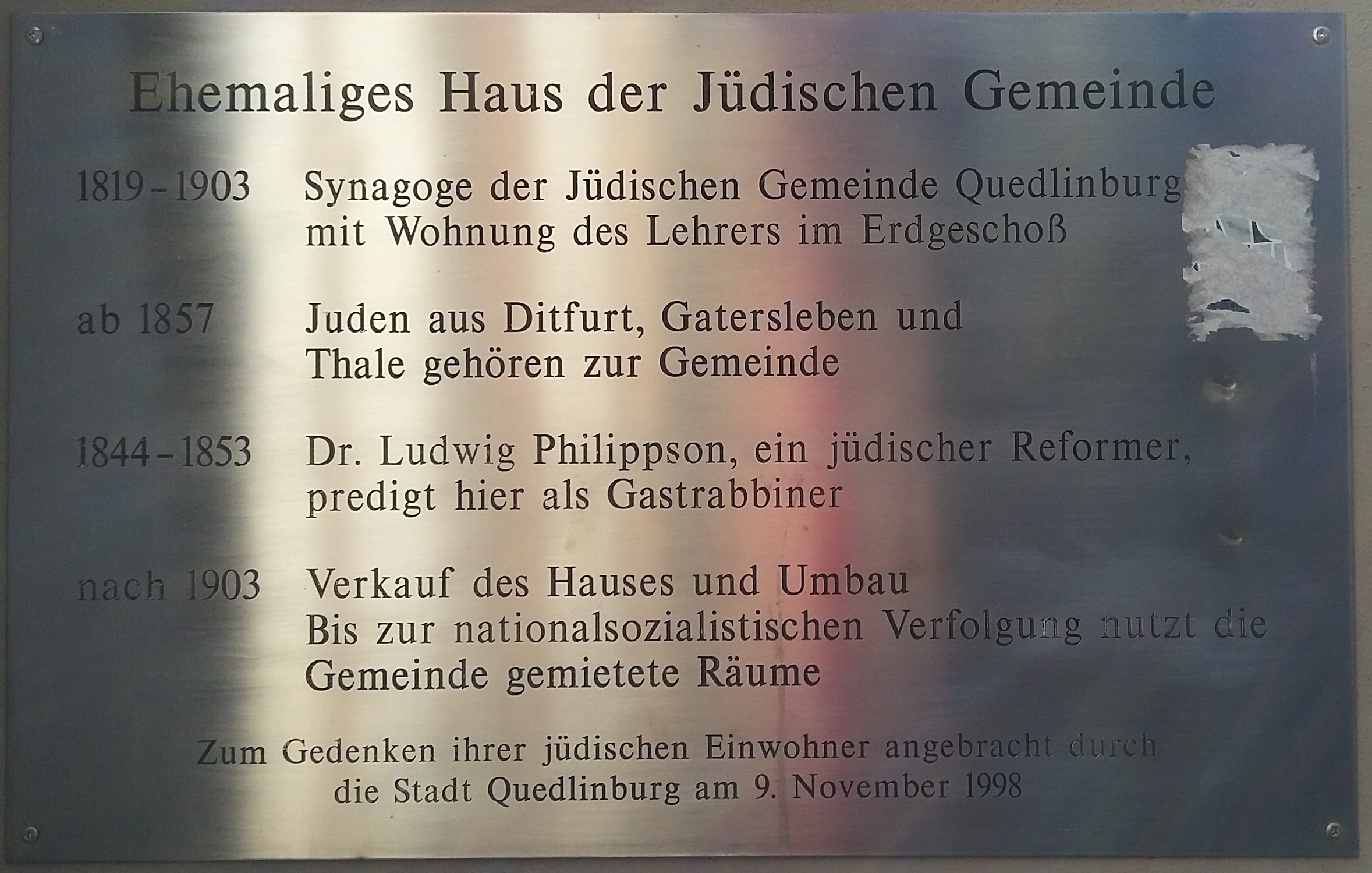
Gedenktafel für die ehemalige Synagoge

### Anfänge jüdischen Lebens
Bereits im 11./12. Jahrhundert sollen sich jüdische Kaufleute in Quedlinburg angesiedelt haben. Seit dem frühen 13. Jahrhundert sind sie urkundlich nachweisbar. Sie fungierten vor allem als unabhängige Kreditgeber der Quedlinburger Äbtissin und anderer lokaler Herrscher. Die Stadt Quedlinburg versuchte deshalb mehrfach, die Juden zu vertreiben, wohingegen die Äbtissin diese immer wieder unter ihren besonderen Schutz stellte. Als Kompromiss einigten sich beide Seiten auf eine Begrenzung der jüdischen Bevölkerung auf zwölf Paar sogenannte Schutzjuden.

### Vertreibung 1514
Im Jahr 1514 mussten alle Juden auf Befehl des sächsischen Kurfürsten Friedrich III. Quedlinburg verlassen. Während des 17. und 18. Jahrhunderts wurden alle Versuche einer Wiederansiedlung vereitelt.

## Neuzeit

### Wiederbelebung der jüdischen Gemeinde
Erst nach der Auflösung des Damenstiftes 1802 siedelten sich wieder Juden in Quedlinburg an. Hinter der Bedeutung der jüdischen Gemeinde von Halberstadt blieb Quedlinburg jedoch weit zurück. Als Gemeindehaus diente das Gebäude Hölle 5. 1903 wurde wegen Baumängeln ein Nutzungsverbot ausgesprochen. Die Gemeinde nutzte dann zeitweise den Franziskanerbau, anschließend den Sitzungssaal des Hagenschens Freihaus. Ab 1922 fanden die Gottesdienste zeitweise auf dem Grundstück Blasiistraße 13, an der Carl-Ritter-Straße, statt. Von 1935 bis 1937 befand sich der Gebetsraum der Gemeinde im Haus Goldstraße 25.
Der mittelalterliche Begräbnisplatz der Quedlinburger Juden lag im Bereich der Stadtmauer beim Weingarten. Das Areal am dortigen Stadtturm, der Lindenbeinturm, wird in historischen Karten entsprechend Jodenkewer benannt. Dieser Friedhof wurde im 19. Jahrhundert an die Zwergkuhle verlegt. Dieser neuzeitliche jüdische Friedhof Quedlinburgs wurde während der Zeit des Nationalsozialismus vom Landesdenkmalpfleger dokumentiert. Die Grabsteine wurden zu dieser Zeit immer wieder umgeworfen, insgesamt ist der Friedhof aber in dieser Zeit nicht zerstört worden. Vielmehr wurden die erhaltenen Gräber trotz Protest der jüdischen Gemeinde in Magdeburg im Jahr 1975/1976 zerstört und die Grabplatten auf die Quedlinburger Müllkippe an der Halberstädter Straße verbracht. Das Areal ist heute als Grünanlage gestaltet und mit einem Gedenkstein ergänzt.
Der größte Teil der Quedlinburger Juden betrieb als Kaufmann oder Händler kleine und mittelgroße Unternehmen. Großen unternehmerischen Erfolg hatte David Sachs mit seiner 1878 gegründeten Samenzüchterei, die internationale Bedeutung erreichte.

### Seit 1933
Von 1933 bis 1945 lebten weniger als 100 „Nichtarier“ in Quedlinburg. Von diesen kamen mindestens 13 gewaltsam zu Tode, 14 gelang die Emigration und 34 überwiegend „Halbjuden“ überlebten und starben eines natürlichen Todes. Die anderen Schicksale sind unbekannt.
Nach dem Ende des Zweiten Weltkrieges wurde die jüdische Gemeinde nicht wiederbelebt. Seit dem 26. Mai 2017 befinden sich am Steinweg 81 zwei Stolpersteine, die an das jüdische Ehepaar Sommerfeld erinnern, das bis 1938 in Quedlinburg ein Textilgeschäft betrieb.